# 單身公寓
《單身公寓》（英語：The Odd Couple）是1968年美國的一部喜劇電影。編劇是尼爾·西蒙。導演是基因·薩克斯。由傑克·莱蒙和华尔特·马修主演。電影取得了很高的票房，票房達到44500000美元。是1968年票房第四高的電影。後來這部電影又被美國廣播公司改編為電視劇，共播出了114集。

## 劇情
菲力克斯‧安格(Jack Lemmon)在時代廣場附近破爛的旅館入住後，想從旅館跳樓自殺，但是他不僅無法打開窗戶還拉傷了背肌。他蹣跚地走回街上，想在酒吧買醉，卻在最後灌入一小杯酒時傷了他的脖子。他站在橋上，想著是否要跳河。
同時，在悶熱的夏天晚間，一個陳舊的上西區公寓中，離婚的體育評論家奧斯卡‧麥德遜和他的好兄弟史匹德、羅伊、維尼和警察莫瑞正在玩撲克牌和討論他們的朋友－菲力克斯‧安格。菲力克斯‧安格常常在撲克牌聚會中遲到。墨瑞的老婆打電話給墨瑞並告訴他菲力克斯失蹤了。奧斯卡因此打電話給菲力克斯的老婆法蘭西斯。法蘭西斯告訴他，她和菲力克斯已經離婚了。當他們在討論該怎麼做，並擔心菲力克斯可能會試圖自殺時，菲力克斯突然出現了。此時菲力克斯並不知道他的朋友們已經知道他的老婆將他踢出家門了。
菲力克斯最後崩潰大哭。朋友們來安慰鼓勵他，奧斯卡建議菲力克斯和他同住。因為自從菲力克斯與妻子布蘭奇分手以來，這幾個月他一直獨居。菲力克斯同意了奧斯卡的建議，並敦促奧斯卡如果自己讓他感到緊張，不要害怕告訴他。
僅僅一周奧斯卡就瘋了。菲力克斯是個神經質和有著強迫症的怪人，他在公寓裡忙著幫奧斯卡打掃和收拾善後，並責備他是一個懶惰邋塌的人。他也拒絕任何娛樂活動，他把大部分的時間都花在法蘭西斯上。菲力克斯甚至打電話給在謝亞球場的奧斯卡，告訴他不要在比賽中吃熱狗，因為菲力克斯正在準備熱狗和豆子作為晚餐；這種分心導致奧斯卡在他報導的大都會比賽中錯過了罕見的三重比賽。兩名男子正在打保齡球，和打撞球，和在城市街道上行走。菲力克斯有一次鼻竇發作，在咖啡店裡發出響亮且惱人的聲音。最後，菲力克斯在每週一次的撲克遊戲中惹惱大家，因此奧斯卡說服菲力克斯放鬆一下並加入他與兩位住在大樓裡的英國女孩的約會 - 鴿子姐妹，塞西莉（莫妮卡埃文斯）和格溫多林（卡羅爾），]當他們笑的時候真的像是在“咕”著。
隨著約會的開始，奧斯卡試著讓菲力克斯在他們的起居室裡和兩個有吸引力又活潑的鴿子姐妹們——其中一個是離婚者，另一個則是喪偶者——獨處，讓菲力克斯放鬆一下。相反地，他不再談論法蘭西斯，開始淚如雨下。當奧斯卡從廚房回來時，鴿子姐妹們正像菲力克斯一樣無法克制的啜泣著。奧斯卡為了安慰他們，邀請住在她們樓上的男孩們參加狂歡派對。然而菲力克斯意識到自己過於依賴妻子，拒絕參加派對，選擇返家洗碗做家事和打理自己。奧斯卡則加入了公寓裡的姐妹們，但他們並不是在狂歡，而是喝了整晚的茶，告訴他們所有與菲力克斯有關的一切。
奧斯卡對於菲力克斯破壞約會感到憤怒，他決定給菲力克斯提供無聲的待遇，並盡可能用亂公寓來折磨他。菲力克斯發揮自身的力量進行報復，他無止盡地清潔公寓並且做出許多神經質的行為，令奧斯卡瘋狂。最終，他們之間緊張的局勢爆發成一場爭論，於是奧斯卡要求菲力克斯離開公寓。菲力克斯也遵守約定地離開了，然而奧斯卡因為拋棄了需要幫助的朋友們而·備受極大的愧疚感。
對於把菲力克斯趕出公寓，甚至不知道他去了哪裡，奧斯卡感到非常混亂。於是他集結了他的牌友夥伴們，開著莫里的紐約警局警車中搜索菲力克斯，然而奧斯卡本就不應該為此目的使用警車。經過幾個小時後的搜索，他們回到奧斯卡的公寓，發現菲力克斯已經和鴿子姐妹一起搬回公寓了。奧斯卡和菲力克斯，並領悟到「每個人都在影響另一個人，讓彼此成為更好的人」。菲力克斯同意下週五晚上他將在公寓裡玩撲克牌。曾經魯莽的奧斯卡，告知他的牌友們必須在遊戲後清理乾淨。電影結束。

## 外部連結
- 互联网电影数据库（IMDb）上《The Odd Couple》的资料（英文）
- Enjoy Movie上《單身公寓 （页面存档备份，存于）》的資料

1. .   [2024-12-02]. （原始内容存档于2025-01-26）.